# Білл Бруфорд
Вільям (Білл) Скотт Бру́форд (англ. William Scott "Bill" Bruford; 17 травня 1949 Севеноукс Кент Англія) — англійський барабанщик, перший ударник британського прог-рок гурту Yes. Після відходу з Yes у 1972 році Бруфорд провів решту 1970-х, записуючи та гастролюючи з King Crimson (1972—1974) та Роєм Харпером (1975), а також гастролюючи з Genesis (1976) та U.K. (1978). У 1978 році він створив власну групу Bruford, яка діяла до 1980 року.
У 1980-х Бруфорд повернувся до King Crimson на три роки (1981—1984), співпрацював з кількома артистами (зокрема з Патріком Моразом і Девідом Торном) і створив власний електричний джазовий гурт Earthworks у 1986 році. Потім він грав зі своїми колишніми колегами по Yes у Anderson Bruford Wakeman Howe, що зрештою призвело до дуже короткого другого перебування в Yes. Бруфорд грав у King Crimson протягом свого третього й останнього перебування з 1994 по 1997 рік, а потім продовжив роботу з новою акустичною конфігурацією Earthworks.
1 січня 2009 року Бруфорд залишив професійну гру на барабанах, лише ненадовго повернувшись для кількох приватних концертів. З тих пір він займався іншими проєктами, включаючи діяльність двох своїх звукозаписних лейблів, Summerfold і Winterfold, випуск автобіографії в 2009 році, а також розмов та письма про музику. У 2016 році, після чотирьох з половиною років навчання, Бруфорд отримав ступінь доктора філософії з музики в Університеті Суррея. Того ж року Бруфорд посів 16-е місце в списку «100 найкращих барабанщиків усіх часів» журналу Rolling Stone. У 2017 році Бруфорд був включений до Зали слави рок-н-ролу як член Yes.

## Дискографія
Yes
- Yes (1969)
- Time and a Word (1970)
- The Yes Album (1971)
- Fragile (1972)
- Close to the Edge (1972)
- Yessongs (1973, live)
- Union (1991)

King Crimson
- Larks' Tongues in Aspic (1973)
- Starless and Bible Black (1974)
- Red (1974)
- USA (1975, живий запис 1974)
- Discipline (1981)
- Beat (1982)
- Three of a Perfect Pair (1984)
- The Great Deceiver (1992, живий запис 1973—1974)
- VROOOM (1994)
- THRAK (1995)
- B'Boom: Live in Argentina (1995, живий запис 1994)
- THRaKaTTaK (1996, живий запис 1995)
- The Night Watch (1997, живий запис 1973)
- Absent Lovers (1998, живий запис 1984)
- Live At The Jazz Café (1999 as part of The ProjeKcts sub-group box set, живий запис 1997)
- VROOOM VROOOM (2001, живий запис 1995—1996)

Steve Howe
- Beginnings (1975)
- The Steve Howe Album (1979)
- Turbulence (1991)

Chris Squire
- Fish Out of Water (1975)

Absolute Elsewhere
- In Search Of Ancient Gods (1976)

Pavlov's Dog
- At the Sound of the Bell (1976)

UK
- U.K. (1978)

Bruford
- Feels Good to Me (1978)
- One of a Kind (1979)
- Bruford — Rock Goes To College (1979 — випущено 2006)
- Gradually Going Tornado (1980)
- The Bruford Tapes (1980, живий запис)
- Master Strokes: 1978—1985 (1986, компіляція)

Genesis
- Seconds Out (1977, live)
- Three Sides Live (1982, live)
- Genesis Archive 2: 1976-1992 (2000, live)

Duo with Patrick Moraz
- Music for Piano and Drums (1983)
- Flags (1985)

Anderson, Bruford, Wakeman & Howe
- Anderson Bruford Wakeman Howe (1989)
- An Evening of Yes Music Plus (1993)

Orchestral project with Steve Howe
- Symphonic Music of Yes (1993)

Earthworks
- Earthworks (1987)
- Dig? (1989)
- All Heaven Broke Loose (1991)
- Stamping Ground: Bill Bruford's Earthworks Live (1994, live)
- Heavenly Bodies (1997, компіляція)
- A Part & Yet Apart (1999)
- Sound of Surprise (2001)
- Footloose and Fancy Free (2002, live)
- Random Acts of Happiness (2004, live)

Annette Peacock
- X Dreams (1978)
- Been In The Streets Too Long (1983)

With The New Percussion Group of Amsterdam
- Go Between (1987)

Bruford with Ralph Towner and Eddie Gomez
- If Summer Had Its Ghosts (1997)

Bruford Levin Upper Extremities
- Bruford Levin Upper Extremities (1998)
- B.L.U.E. Nights (2000, live)

Gordian Knot
- Emergent (2003)

Tim Garland
- Random Acts of Happiness (2004)
- Earthworks Underground Orchestra (2006)

Michiel Borstlap
- Every Step a Word, Every Word a Song (2004)
- In Two Minds (2007)

David Torn
- Cloud About Mercury (1986)

Kazumi Watanabe
- The Spice Of Life (1987)
- The Spice Of Life Too (1988)